# Petrovice u Sušice
Petrovice u Sušice là một làng thuộc huyện Klatovy, vùng Plzeňský, Cộng hòa Séc.